# Dârvari (okręg Prahova)
Dârvari – wieś w Rumunii, w okręgu Prahova, w gminie Valea Călugărească. W 2011 roku liczyła 575 mieszkańców.